# Fußball-Karibikmeisterschaft der Frauen
Die Fußball-Karibikmeisterschaft der Frauen (engl.: CFU Women’s Caribbean Cup), ist ein 2000 erstmals ausgetragener Fußballwettbewerb für die Frauennationalmannschaften der Karibik, welcher als Qualifikation für den CONCACAF Women’s Gold Cup dient, der wiederum die Qualifikation der CONCACAF-Zone für die Weltmeisterschaft der Frauen darstellt. Bei den 2006 und 2010 ausgetragenen Qualifikationsrunden der Karibik-Zone wurde kein Turniersieger ausgespielt, sondern nur die für den Gold Cup qualifizierten Teams ermittelt.
Startberechtigt sind grundsätzlich die derzeit 31 Mitglieder der Caribbean Football Union (CFU). Aktuell findet das Turnier im Vierjahresrhythmus statt. Der Wettbewerb gliedert sich in eine Qualifikationsrunde mit Miniturnieren zu drei oder vier Teams in verschiedenen Ländern und einer Endrunde mit acht Mannschaften.

## Die Turniere im Überblick
| Jahr         | Gastgeber           | Finale              | Finale     | Finale              | Spiel um Platz drei | Spiel um Platz drei | Spiel um Platz drei            |
| Jahr         | Gastgeber           | Sieger              | Ergebnis   | Zweiter Platz       | Dritter Platz       | Ergebnis            | Vierter Platz                  |
| ------------ | ------------------- | ------------------- | ---------- | ------------------- | ------------------- | ------------------- | ------------------------------ |
| 2000 Details | St. Lucia           | Haiti               | Ligaformat | St. Lucia           | Surinam             | Ligaformat          | St. Vincent und den Grenadinen |
| 2014 Details | Trinidad und Tobago | Trinidad und Tobago | 1:0        | Jamaika             | Haiti               | 5:1                 | Martinique                     |
| 2018 Details | Jamaika             | Jamaika             | Ligaformat | Trinidad und Tobago | Kuba                | Ligaformat          | Bermuda                        |